# وصيلة الأولى (كرخة)
وصيلة الأولى (بالفارسية: وسیله یک) هي قرية تقع في إيران في قسم كرخة الريفي. يقدر عدد سكانها بـ 242 نسمة بحسب إحصاء 2016.